# Eranina costaricensis
Eranina costaricensis là một loài bọ cánh cứng trong họ Cerambycidae.